# British National League 1958/59
Die Saison 1958/59 war die fünfte Spielzeit der British National League, der höchsten britischen Eishockeyspielklasse. Meister wurden die Paisley Pirates. 

## Modus
In der Hauptrunde absolvierte jede der vier Mannschaften insgesamt 30 Spiele. Der Erstplatzierte der Hauptrunde wurde Meister. Für einen Sieg erhielt jede Mannschaft zwei Punkte, für ein Unentschieden einen Punkt und für eine Niederlage null Punkte.

## Hauptrunde
|    | Klub                | Sp | S  | U | N  | Tore    | Punkte |
| -- | ------------------- | -- | -- | - | -- | ------- | ------ |
| 1. | Paisley Pirates     | 30 | 17 | 2 | 11 | 163:126 | 36     |
| 2. | Wembley Lions       | 30 | 14 | 5 | 11 | 164:138 | 33     |
| 3. | Brighton Tigers     | 30 | 13 | 2 | 15 | 148:189 | 28     |
| 4. | Nottingham Panthers | 30 | 9  | 5 | 16 | 124:146 | 23     |

Sp = Spiele, S = Siege, U = Unentschieden, N = Niederlagen